# Elimar Precht
Elimar Lüder Precht (* 25. Mai 1912 in Freiburg im Breisgau; † 7. März 1969 in Offenburg) war ein deutscher Lagerzahnarzt in Konzentrationslagern und SS-Hauptsturmführer.

## Leben
Precht absolvierte nach dem Abitur an der Rotteck-Oberrealschule seiner Heimatstadt ein Studium der Zahnmedizin an der Universität Freiburg im Breisgau, das er 1936 mit Staatsexamen abschloss. Danach war er als Assistent tätig. Im November 1933 war Precht der SS beigetreten (SS-Nummer 233.392), Juni 1937 beantragte er die Aufnahme in die NSDAP und wurde rückwirkend zum 1. Mai desselben Jahres aufgenommen (Mitgliedsnummer 5.257.289).
Nach Beginn des Zweiten Weltkrieges wurde er zur Waffen-SS eingezogen und bei der SS-Verfügungsdivision (SS-Division „Reich“) eingesetzt. Von Juli 1942 bis Juli 1943 war er Lagerzahnarzt im KZ Natzweiler-Struthof und danach im KZ Dachau. Er stieg 1943 bis zum Hauptsturmführer auf, seinem höchsten erreichten SS-Rang. Ab Sommer 1944 war er leitender Zahnarzt im KZ Auschwitz. Nach der Evakuierung des KZ Auschwitz im Januar 1945 war er wieder leitender Zahnarzt im KZ Natzweiler-Struthof.
Precht war nach Kriegsende ab 1950 als Assistenzarzt bei seinem Vorgänger im KZ Auschwitz Willy Frank in dessen Stuttgarter Zahnarztpraxis angestellt. Später wurde er Schulzahnarzt in Offenburg. Im Rahmen des 1. Frankfurter Auschwitzprozesses wurde Precht 1962 vernommen, jedoch nicht angeklagt. Er gab an, von den Medizinversuchen im KZ Natzweiler gewusst zu haben und auch sei ihm vor der Versetzung in das KZ Auschwitz bekannt gewesen, dass es sich dabei um ein Vernichtungslager gehandelt habe. Des Weiteren gab er an, im Zuge der ankommenden Transporte keinen Rampendienst und Selektionen von Menschen vorgenommen zu haben, obwohl dies für Lagerärzte obligatorisch war. Auch habe er kein zahnärztliches Gerät von deportierten Zahnärzten beschlagnahmt. Precht räumte jedoch ein, das Zahngold der ermordeten Menschen an das SS-Wirtschafts- und Verwaltungshauptamt weitergeleitet zu haben.